# 露土戦争 (1568年-1570年)
露土戦争（ろとせんそう）は、1568年から1570年にかけて、ロシア・ツァーリ国とオスマン帝国との間で行われた戦争である。オスマン帝国側の資料ではアストラハン遠征と呼ばれる。アストラハン・ハン国の首都であったアストラハンを巡ってロシア・ツァーリ国とオスマン帝国が対立した。
1556年、ロシア・ツァーリ国のイヴァン4世はアストラハン・ハン国を征服し、ヴォルガ川を見下ろす急傾斜な丘の上に新しい砦を建築した。一方、オスマン帝国のスルターン・セリム2世はバルカン半島の大部分を支配下としていた。
このロシアとオスマン帝国の初の戦争は、オスマン帝国の崩壊まで続く長く連続的な戦争の幕開けでもあった。

## 背景
クリミア・ハン国を巡るオスマン帝国の動きによってオスマン帝国とロシアとの関係は悪化していった。ジョチ・ウルスから独立してクリミア・ハン国を建てたハージー1世ギレイが1466年に死亡した後、後継者争いによる内紛が起き、1475年にオスマン帝国のスルターンであるメフメト2世はクリミア・ハン国に軍事介入を行った。結果、独自の外交権と多くの自由は与えられていたものの、クリミア・ハン国はオスマン帝国の従属国となった。それはクリミア・ハン国が1441年に建国してからわずか35年後のことだった。同年、オスマン帝国はクリミア半島にあるジェノヴァ共和国の植民地を征服してクリミア・ハン国に併合し、黒海を支配下に置いた。黒海がオスマン帝国の支配下となったことでロシア帝国は数多くの交易ルートを失い、さらに、アゾフやフェオドシヤのロシア商人たちは迫害された。15世紀の後半になると、困難な外交交渉の末にロシアとの取引が再開され、1513年にはモスクワ大公ヴァシーリー3世はロシア大使をオスマン帝国の首都コンスタンティノープルに送った。リトアニア大公国とクリミア・ハン国の同盟のためにオスマン帝国のスルターンの説得を試みたが、効果はなかった。スルターンはクリミア・タタール人にのみロシア人への攻撃を禁止した。
しかし、ロシア・ツァーリ国のイヴァン4世は1552年にカザン・ハン国、1556年にはアストラハン・ハン国を征服、併合した。オスマン帝国のスルターンは、クリミア・タタール人のスルターンをロシアに併合された2つのハン国の合法的な所有者とし、黄金時代を迎えていたクリミア・ハン国はモスクワを攻撃した。1556年にはクリミア・タタール人はモスクワに軍隊を率い侵攻したが、ロシア軍指揮官のリーシスキーに敗れ、ザポロージャ・コサックの助けを借りてドニエプル川の下流へと引き下がった。1558年、ロシア・ツァーリ国軍の指揮官ダニエルはクリミアでの戦争で、錨を下ろして停泊していたオスマン帝国の船を数隻破壊した。1563年、スルターンのスレイマン1世はアストラハン奪回計画を立てた。クリミア・タタール人のスルターンは黒海の北側にまでオスマン帝国の影響力が強く及ぶことを嫌い、1569年まで計画の実行をオスマン人たちにためらわせた。1566年にスレイマン1世は死亡したが、計画は父の後を継ぎスルターンとなったセリム2世に引き継がれた。
アストラハンは1558年、ロシア・ツァーリ国によって荒廃させられた首都アストラカンの後継として作られ、同年、砦が建てられた。外部の攻撃から守るため土塁が積まれた。セリム2世はアストラハンの都市と砦を攻略するため、カスピ海から直接物資を運び込めるようにヴォルガ川とドン川を結ぶ運河の建設を計画した（後のヴォルガ・ドン運河）。それは、イスラームの領域を黒海の北側にまで広げるということだった。

## 戦争の経緯
ロシア帝国はバルト海沿岸地域においてリヴォニア戦争を戦っており、そちらで手がいっぱいだった。一方オスマン帝国軍は、1559年、15,000人のイェニチェリと2,000人のスィパーヒー、1,000弱の軽装歩兵および軽騎馬からなる軍隊を黒海の北側に派遣した。5月31日、そこで彼らはクリミア・ハン国のデウレト・ギレイ・カーン率いる50,000人の騎馬兵と合流した。
その後、軍は100キロメートル以上になる運河を建設するために、アストラハンへ向かって移動した。運河の建設が大仕事であることがわかり、建設は一旦停止し、オスマン帝国軍のリーダーはヴォルガ川を下りアストラハンへと戻った。現地のテュルク系民族であるノガイ族に遠征のための船を提供し、アストラハンをロシアから解放するための戦いに備えた。しかし、重火器はボートでアゾフに戻され、残ったのは12門の大砲のみだった。1569年9月16日にオスマン帝国軍はアストラハンに達した。指揮官のカシム・パシャは十分な大砲がなかったため、ロシア軍の防衛地から適当な距離を置いて包囲し、越冬のためのキャンプの準備をはじめた。皇帝イヴァン4世は包囲を断つためにカシムに贈り物をして説得を行い、カシムがそれを受け入れたため包囲は完了しなかった。冬を越えることがキャンプに知らされると、配当物資が少なく越冬を生き残ることができないのではないかとおびえた兵士たちによる混乱と反乱が発生した。クリミア・タタール人は、オスマン帝国がアストラハンへの断固とした抵抗のためのヴォルガ川での運河の建設を確実に完成させることが可能な国家であると信じていた。その時点でカシムは、ヴォイヴォダ・ピョートル・セレビアノフ率いる30,000以上の騎兵がロシア軍の援軍に現れるという噂を聞いていた。そのためカシムは、9月26日にアストラハンからの撤退を決定した。
いくつかのロシア側の資料では、セレビアノフが戦闘に勝利したことには言及されているが、正確な戦闘の経緯は不明である。オスマン帝国軍は北カフカースまで退却したが、そこで飢えとチェルケス人の攻撃によって兵の70%が失われ、結局カシムは小隊と化した隊と共にアゾフへと帰還した。

## 戦後
1570年、戦争の終結と貿易の再開のために、コンスタンティノープル条約がロシア大使とオスマン帝国のスルターンとの間で結ばれた。ロシア・ツァーリ国は交易をおこなうためのヴォルガ川の通行権を得た。この戦争は両国の戦争の始まりに過ぎず、敗戦がすぐにオスマン帝国落潮に繋がることはなかった。翌年のレパントの海戦では大敗を喫しはしたものの艦隊はすぐに再編され、オスマン帝国周辺の制海権は大きく揺らぐことはなかった。ロシアはロシア帝国を開闢し、南下政策を本格化させるまでは優位を確立させることは出来なかった。ロシアが黒海まで勢力を拡大させるまでに至るのは18世紀以降を待たなければならなかった。オスマン帝国は、17世紀には徐々に衰微していったものの、1699年のカルロヴィッツ条約（ロシアとはコンスタンティノープル条約）の締結によってヨーロッパにおける勢力の大幅な後退をするまでは攻勢を繰り返すこととなる。